# Sertanópolis
Sertanópolis ist ein brasilianisches Munizip im Bundesstaat Paraná. Es hat 15.930 Einwohner (2022), die sich Sertanopolenser nennen. Seine Fläche beträgt 506 km². Es liegt 393 Meter über dem Meeresspiegel. Die Gemeinde ist Teil der Metropolregion Londrina.

## Etymologie
Der Name stammt aus der Zeit der Erschließung Mitte der 1920er Jahre. Der Ort wurde allgemein Cidade Sertão genannt, aus dem dann zur offiziellen Benennung Sertanópolis wurde.

## Geschichte

### Besiedlung
Zwischen 1918 und 1920 zogen die fruchtbaren Böden im Norden Paranás zahlreiche Pioniere und  Posseiros (deutsch: Landbesetzer oder Squatter) an, doch erst ab 1924 wurde das Gebiet der heutigen Gemeinde Sertanópolis besiedelt. Einige der Familien, die aus dem Staat São Paulo stammten, wurden zu Landbesitzern und nutzten das offizielle Kolonisierungsprogramm des Staats Paraná (Dekret Nr. 1642 vom 5. April 1916). Sie fanden in den Ländereien von Sertanópolis hervorragende Bedingungen für den Kaffeeanbau vor. 
Im Jahr 1923 kam aus dem Bundesstaat São Paulo ein Komitee der Kolonisierungsgesellschaft, um die Grundstücke von Sertanópolis zu vermessen. Im Jahr 1926 verfügte die Kolonie Sertanópolis über etwa 50 Häuser, fünf Geschäftshäuser, eine Pension, eine Apotheke und eine Reisverarbeitungsfabrik. Bereits 1927 kam eine weitere Herberge hinzu. Drei Jahre später waren es schon 500 Einwohner. Sertanópolis wurde zum Munizip erhoben. Der Börsenkrach von 1929, die Revolutionen von 1930 und 1932, Fröste, starke und lang anhaltende Regenfälle und der Mangel an befahrbaren Straßen führten jedoch zu einer Abwanderung großen Ausmaßes. Sertanópolis verlor seine Selbständigkeit und wurde 1932 in Jataí (heute: Jataizinho) eingegliedert. 
Zwei Jahre später verbesserten die ersten Ernten aus den Kaffeeplantagen die finanzielle Situation. Es entstanden viele kleine Zuckermühlen, die Schweinezucht wurde aufgebaut und die landwirtschaftliche Produktion fand in der entstehenden Gemeinde Londrina einen leicht erreichbaren Absatzmarkt. Sertanópolis wurde am 6. Juni 1934 wieder in den Rang eines Munizips erhoben.

### Erhebung zum Munizip
Sertanópolis wurde durch das Dekret Nr. 1391 vom 6. Juni 1934 in den Rang eines Munizips erhoben und noch im selben Jahr als Munizip installiert.

## Geografie

### Fläche und Lage
Sertanópolis liegt auf dem Terceiro Planalto Paranaense (der Dritten oder Guarapuava-Hochebene von Paraná) auf 23° 03′ 32″ südlicher Breite und 51° 02′ 09″ westlicher Länge. Seine Fläche beträgt 506 km². Es liegt auf einer Höhe von 393 Metern.

### Geologie und Böden
Die Böden bestehen aus lehmigen Terra-Roxa-Böden mit basaltischen Einlagerungen.

### Vegetation
Das Biom von Sertanópolis ist Mata Atlântica.

### Klima
In Sertanópolis herrscht tropisches Klima. Im Winter gibt deutlich weniger Niederschläge als im Sommer. Die Klimaklassifikation nach Köppen und Geiger lautet Aw. Im Jahresdurchschnitt liegt die Temperatur bei 22,4 °C. Innerhalb eines Jahres gibt es 1272 mm Niederschlag.

### Gewässer
Der Tibají bildet die östliche Grenze des Munizips, er ist zum Capivara-Stausee aufgestaut. Im Munizip fließen 15 Bäche in Richtung Tibají wie zum Beispiel der Ribeirão Água do Cerne oder der Água da Taboca. Dieser speist den Lago Taboca, an dem eine Wochenend- und Ferienhausanlage als Condomínio errichtet worden ist. 

### Straßen
Sertanópolis liegt an der PR-323 von Cambé nach Assis. Diese kreuzt sich mit der PR-090, die Ibiporã mit dem Staat São Paulo beim Capivara-Staudamm verbindet. 

### Nachbarmunizipien
|                       | Primeiro de Maio                            |                             |
| Bela Vista do Paraíso | Kompassrose, die auf Nachbargemeinden zeigt | Rancho Alegre und Sertaneja |
| Cambé und Londrina    | Ibiporã                                     |                             |

## Stadtverwaltung
Bürgermeisterin: Ana Ruth Secco, PSB (2021–2024)

## Demografie

### Bevölkerungsentwicklung
| Jahr | Einwohner | Stadt | Land |
| ---- | --------- | ----- | ---- |
| 1940 | 28.982    | 16 %  | 84 % |
| 1950 | 36.354    | 17 %  | 83 % |
| 1960 | 23.498    | 28 %  | 72 % |
| 1970 | 21.877    | 27 %  | 73 % |
| 1980 | 16.492    | 48 %  | 52 % |
| 1991 | 14.291    | 70 %  | 30 % |
| 2000 | 15.147    | 83 %  | 17 % |
| 2010 | 15.638    | 88 %  | 12 % |
| 2022 | 15.930    |       |      |

Quelle: IBGE (2011) und Volkszählung 2022

### Ethnische Zusammensetzung
| Gruppe *    | 1991    | 2000    | 2010    | wer sich als …                                                                   |
| ----------- | ------- | ------- | ------- | -------------------------------------------------------------------------------- |
| Weiße       | 75,4 %  | 76,4 %  | 72,9 %  | weiß bezeichnet                                                                  |
| Schwarze    | 4,2 %   | 2,9 %   | 4,4 %   | schwarz bezeichnet                                                               |
| Gelbe       | 0,3 %   | 0,3 %   | 0,7 %   | von fernöstlicher Herkunft wie japanisch, chinesisch, koreanisch etc. bezeichnet |
| Braune      | 20,1 %  | 20,1 %  | 21,9 %  | braun oder als Mischung aus mehreren Gruppen bezeichnet                          |
| Indigene    | 0,0 %   | 0,0 %   | 0,0 %   | Ureinwohner oder Indio bezeichnet                                                |
| ohne Angabe | 0,0 %   | 0,3 %   | 0,0 %   |                                                                                  |
| Gesamt      | 100,0 % | 100,0 % | 100,0 % |                                                                                  |

*) Das IBGE verwendet für Volkszählungen ausschließlich diese fünf Gruppen. Es verzichtet bewusst auf Erläuterungen. Die Zugehörigkeit wird vom Einwohner selbst festgelegt.
Quelle: IBGE (Stand: 1991, 2000 und 2010)